# 鄭用錫宅第
24°48′34″N 120°57′55″E / 24.809492°N 120.965195°E
鄭用錫宅第，是位於臺灣新竹市北區北門里的進士第，鄭用錫於道光年間建，為北門鄭家建築群之一，今列國定古蹟。

## 建築
鄭用錫宅第為鄭用錫在道光十七年（1837年）因厭倦官場，以照顧母親為由回竹塹後於次年道光十八年（1838年）建立。該宅是清代中期台灣官宅的代表作，風格採鄭用錫原鄉金門的金門厝型，特徵是山牆馬背較大且弧度放緩。琉璃花磚裝設於紅磚外牆，不僅可通風透氣，也能營造建築視覺美感。前堂的拼花磚牆、螭虎漏窗、圓雕獅座、門檻上精美石紋雕刻，都反映家族的地位。宅內有多個卍字紋路以代表吉祥，如正廳格扇門底層為卍字。正廳設有伏兔（栓桿），為門檻後方可讓長型木條插入門框上的方形榫眼中，再推入地上的方形凹槽內。 
鄭用錫將宅第與之後建立的春官第、吉利第、新竹鄭氏家廟等北門鄭家建築群都建於竹塹城外，他晚年又在建築群對面建立北郭園。日後，進士第和春官第4762平方公尺土地同屬鄭氏祭祀公業所有。
1945年1月14日到17日，美軍對新竹市大量轟炸，市區7成遭毀。原先三開三進的進士第，因戰火僅剩前二進。兩座進士旗杆石座移到鄭氏家廟。右廂房被拆除改為現代建築。

## 歷史

### 列為古蹟
鄭用錫宅第與鄭氏家廟於1985年8月19日同時列為古蹟，同年就吸引攝影者競相拍照。北門鄭家後裔鄭元欽表示進士第被劃為古蹟後，參觀者嚴重干擾居住者隱私，同時也偷走進士第內的觀音像、千里眼和順風耳，因而不得不在各個出入口裝上鐵窗。像是木樑斗拱上雕刻的垂蓮吊筒和敖魚、鋪地長條石板都遭竊。皇帝御賜的進士匾原先轉至家廟內，但還是於1992年2月24日早由鄭吳福發現被竊。今日的進士匾為以照片為依據的仿製品。

### 面臨拆遷

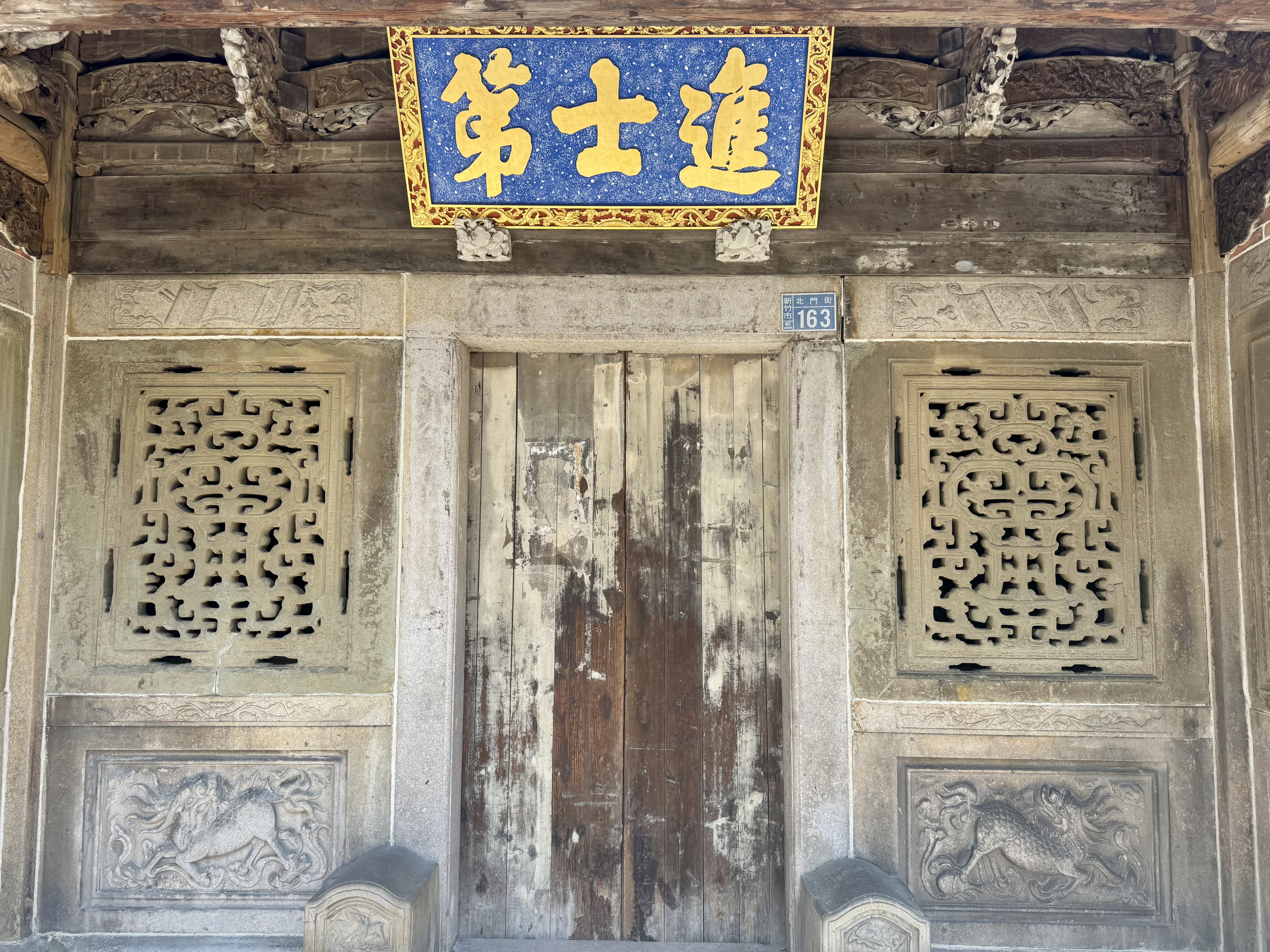
鄭用錫宅第前堂門面

1986年時，因鄭用錫宅第鄰近中正路和北大路，地價頗高，家族希望拆除改為高樓大廈。據北門鄭家鄭華生說明，宗親唯一的共識是保留家廟部分，但若要保存家廟，則毗鄰的進士第、春官第和吉利第須留防火巷，勢必損及所有權人的利益，因此才有請政府撤銷古蹟列管之議。鄭家子孫鄭華生、鄭清奇等主張進士第在二次大戰時被轟炸後，建築殘破無古蹟價值。該年6月23日招開古蹟協調會，因補償問題無法獲得結論。
1991年10月17日，鄭氏家族要求解除古蹟資格，願捐獻地上物，由政府拆除重建。鄭家希望鄭用錫宅可拆遷到鄭家祭祀公業在寶山鄉新城的土地，以讓他們使用價值18億新台幣的地產。1992年1月25日，內政部民政司司長蔡麗雪面對鄭家請求，回應古蹟補償規定目前只有減免地價稅，所有權人的要求並非內政部一力可以處理，只能盡量說服民眾接納文化資產維護的意義。新竹清華大學歷史所教授張永堂投反對鄭用錫宅第遷至寶山，說鄭用錫又不住山上，主張政府應出錢價購。
1996年8月13日，台灣省政府住都局市鄉規劃處處長黃萬翔向鄭家提出容積移轉，獲管理人鄭華生同意。11月8日，黃萬翔再與鄭家討論容積移轉範圍。1997年12月5日，原先政府計畫以公園路的商業用地給鄭家作交換進士第和春官第土地，但123名業主意見紛雜，未協調成功。之後市府都發局決定以光復路原中國電器及台灣工礦公司用地作容積移轉。

### 古蹟修復
新竹市政府文化局表示，鄭氏家族於2015年終於同意市府入內進行修復，2016年同意修復進士第的第一及二進，先以以5388萬元啟動第一期工程，後在2020年又獲1600萬元修復工程。2018年10月31日，由副市長沈慧虹、鄭永承祭祀公業管理人鄭兩承等主持進士第修復開工。2020年10月15日，新竹市長林智堅主持上梁典禮。2024年5月29日，市長高虹安及鄭永承祭祀公業理事長鄭昌錞等舉行竣工揭牌。